# A Primavera
A Primavera est un groupe de musique corse qui associe la pratique du chant polyphonique traditionnel aux rythmes et instruments de l'Amérique latine.
Le groupe a été fondé en 2005 à Ajaccio par Mathieu Casanova et Michel Tomei, précédemment membres du groupe Vaghjime, rejoints plus tard par François-Marie Battesti et Pascal Ottavi. Après de nombreuses soirées réalisées dans plusieurs établissements insulaires, leur collaboration aboutira à l'enregistrement d'un premier album en 2007 au studio Ricordu, où se mêlent des reprises et des compositions en langues corse et espagnole. 
En 2016, la formation se modifie grandement, passant à une équipe de dix chanteurs et musiciens multi-instrumentistes, participant depuis à plusieurs scènes caritatives,, à des passages radio et télévisuels, tout en préparant un nouveau spectacle et de nouvelles compositions en langue corse.
Le 4 août 2018 est pour le groupe une date charnière, grâce à la venue au village de Guagno du mythique groupe Quilapayún. A Primavera assura la première partie , pour ensuite chanter deux titres en commun avec les Chiliens : « Memento », et une version bilingue en langue corse et espagnole du célèbre « El pueblo unido ». La soirée se termina dans les rues du village où corses et chiliens entonnèrent ensemble les chants les plus connus des Quilapayún.
Le premier concert d'A Primavera se déroule en avril 2019, dans la salle comble du Spaziu Culturale Natale Rochiccioli à Cargèse, marquant ainsi une nouvelle étape de leur activité musicale.